# 拉加尔德 (摩泽尔省)
拉加尔德（法語：Lagarde，法語發音：[laɡaʁd]）是法国摩泽尔省的一个市镇，属于萨尔堡-萨兰堡区。

## 地理
拉加尔德（48°41'29"N, 6°42'18"E）面积22.26 平方千米，位于法国大東部大區摩泽尔省，该省份为法国东北部内陆省份，是洛林的一部分，西南接默尔特-摩泽尔省，东临下莱茵省，北与卢森堡和德国接壤。
与拉加尔德接壤的市镇（或旧市镇、城区）包括：昂贝尔梅尼勒、勒蒙库尔、沃库尔、克苏斯、克叙尔、布尔多奈、迈济耶尔莱维克、蒙库尔、穆塞、奥姆赖。

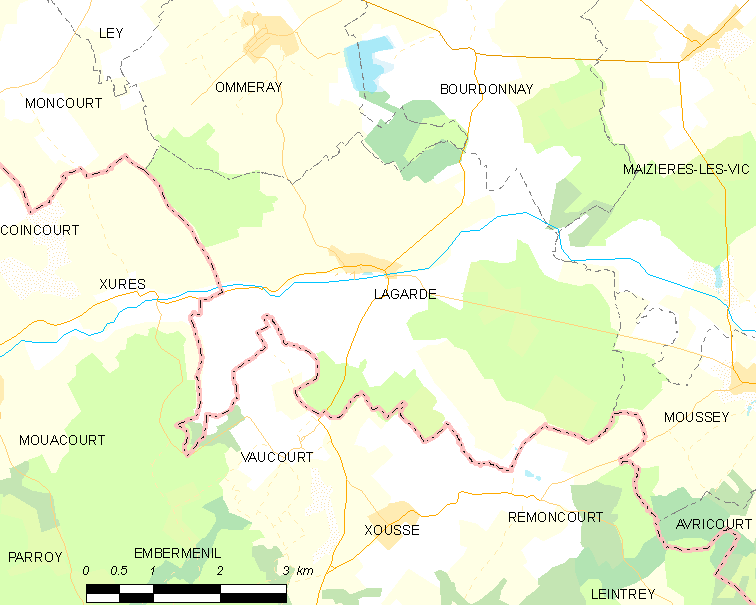
的OSM定位图

拉加尔德的时区为UTC+01:00、UTC+02:00（夏令时）。

## 行政
拉加尔德的邮政编码为57810，INSEE市镇编码为57375。

## 政治
拉加尔德所属的省级选区为索努瓦县。

## 人口

1962-2008年间人口变化图示

拉加尔德于2022年1月1日时的人口数量为181人。